# Senji Yamaguchi
Senji Yamaguchi (japanisch 山口仙二, Yamaguchi Senji; * 3. Oktober 1930; † 6. Juli 2013) war ein japanischer Anti-Atomwaffen-Aktivist.
Yamaguchi arbeitete 1945 während des Zweiten Weltkrieges als 14-Jähriger in einer Waffenfabrik von Mitsubishi in Nagasaki. Beim Abwurf der Atombombe am 9. August wurde er schwer verletzt. Er erlitt starke Strahlenverbrennungen auf der rechten Körperhälfte. Sein Gesicht blieb durch die Folgen der Atombombe entstellt.
Nach dem Krieg engagierte er sich gegen Atomwaffen und gründete 1956 „Nihon Hidankyo“, eine japanische Organisation für die Überlebenden von Atom- und Wasserstoffbomben mit 260.000 Mitgliedern. Seit 1961 hielt er weltweit Vorträge gegen Atomwaffen und sprach 1982 auf einer UN-Abrüstungskonferenz, die in den Worten gipfelte:

「世界の人々、そしてこれから生まれてくる人々、子どもたちに、私たちのようにこのような被爆者に、核兵器による死と苦しみをたとえ一人たりとも許してはならないのであります。核兵器による死と苦しみは私たちを最後にするよう、国連が厳粛に誓約して下さるよう心からお願いを致します。私ども被爆者は訴えます。命のある限り私は訴え続けます。ノーモア　ヒロシマ、ノーモア　ナガサキ、ノーモア　ウォー、ノーモア　ヒバクシャ。」

„[Übersetzung in etwa …] Die Menschen auf der ganzen Welt und die kommenden Generationen, unsere Kinder – wir dürfen niemandem, auch nicht einem Einzelnen, das Sterben und das Leiden durch Kernwaffen erlauben. Ich bitte die Vereinten Nationen inständig, sich feierlich zu verpflichten, dass der Tod und das Leiden durch Kernwaffen mit uns enden. Wir Überlebenden appellieren an Sie. Solange ich lebe, werde ich weiter appellieren. Nie wieder Hiroshima, nie wieder Nagasaki, nie wieder Krieg, nie wieder Hibakusha.“

Yamaguchi lebte seit 2003 in einem Pflegeheim in Nagasaki.